# Seibel & Wohlenberg
Seibel & Wohlenberg war ein deutsches Kabarettduo.

## Kabarettduo
Zum ersten Mal als Duo traten sie 2000 mit dem Programm KULTMÖRDER! auf. Das Stück gewann 2001 sowohl den Reinheimer Satirelöwen, als auch den Silbernen Besen beim Stuttgarter Kabarett-Festival. 2002 folgte der Gewinn der St. Ingberter Pfanne und des Kleinkunstpreises Hasper Hammer für das zweite gemeinsame Stück Für eine Handvoll Hirn. Weitere Programme waren KEINE ZEIT FÜR HÖFLICHKEIT! (2004) und Halb Wissen – Voll Zahlen! (2006), bei dem Tatjana Cichon die Regie führte.
Seit 2000 ist das Duo regelmäßig in Fernsehauftritten beim WDR, 3sat und SWR zu sehen.
Corinne Walter vom Duo Kabarett A-Z führte 2002 und 2004 Regie.
Seit 2007 treten beide verstärkt als Solisten auf, sind aber auch als Quartett mit Martin Maier-Bode und Jens Neutag mit dem Programm Köln-Düsseldorfer – Eine kabarettistische Friedensmission unterwegs.
Anfang 2012 endete die letzte gemeinsame Tournee. Bei der traditionellen Jahresendabrechnung, die das Duo bis zum Schluss aufführte, wird Lüder Wohelberg zukünftig durch die Kabarettistin Mia Pittroff ersetzt.

## Thilo Seibel

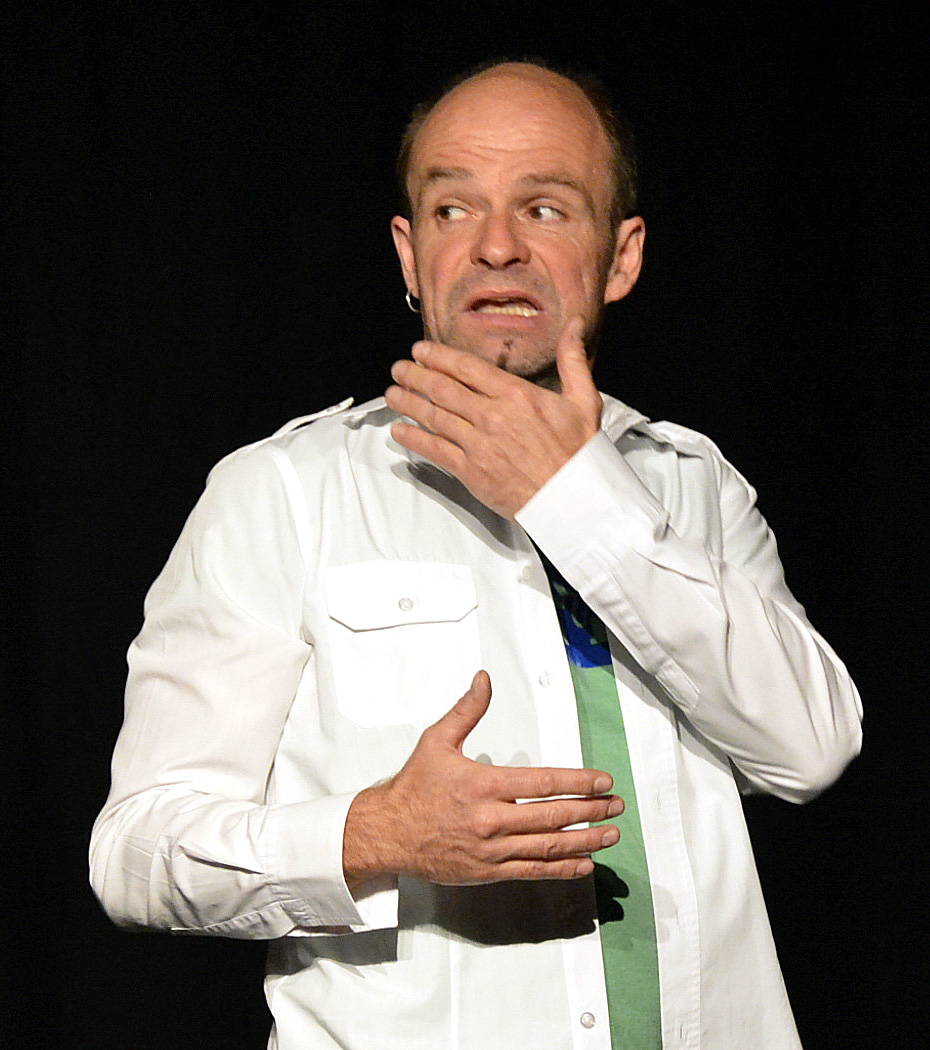
Thilo Seibel im Theater Drehleier, München, 2012

Thilo Seibel (* 24. Juni 1967 in München) sammelte seit 1986 erste Theatererfahrungen. Seit 1992 ist er Autor und Darsteller diverser Kabarettprogramme. Er studierte von 1989 bis 1996 Betriebswirtschaftslehre an der Uni Köln. Das Studium schloss er mit seinem Diplom ab.
1994 war er Script-Mitarbeiter bei RTL Samstag Nacht. 1995/1996 konnte er als Gewinner des Comedy-On-Air-Preises beim 1. Kölner Comedy-Cup mit dem Soloprogramm ICH KOMME! erste Erfolge verbuchen. Seit 1996 trat er als freier Künstler (Kabarettist und Autor) auf. Es folgte eine Nominierung zum Kabarettpreis St. Ingberter Pfanne. Im Fernsehen war er in diversen Rollen in Videoclips unter anderem bei Schreinemakers Live zu sehen. 1997/1998 folgten nach seiner Premiere des Soloprogramms WAS NUN? in Köln bundesweite Auftritte und Nominierungen zu den Kabarettpreisen Wiedertäufer (Münster), Westspitzen (Eschweiler/Düren) und Paulaner Solo+ (München).
1999 feiert er mit der Premiere des Soloprogramms WENN EGOS EGOS EGOS NENNEN in Köln weitere erfolge. Eine Nominierung zum Kabarettpreis Stuttgarter Besen folgt.
Thilo Seibel trat im Jahr 2000 durch seine Recherche-Mitarbeit bei den WDR-Mitternachtsspitzen und Sommerakademie der KölnComedy-Schule in Erscheinung.
Von 2005 bis 2008 parodierte Seibel in der Radio-Comedy Kollege Bruce Bruce Willis.
Im Oktober 2016 hatte er einen Gastauftritt in der Kabarettsendung Die Anstalt.
2025 erhielt Thilo Seibel mit seinem Soloprogramm den Rostocker Koggenzieher in Bronze.

### Soloprogramme
- 2007: Keine Gefangenen!
- 2009: Hurra! Hurra! Das Öl ist aus!
- 2011: Das wird teuer!
- 2014: Das Böse ist verdammt gut drauf
- 2017: Wenn schon falsch, dann auch richtig
- 2021: ParOdiesisch
- 2023: Ein Wicht am Ende des Tunnels

### Jahresrückblicke
- ab 2013: Ein Mann – ein Jahr – ein Blick zurück
- ab 2017: Schon rum?!

### Mitspieler und Autor desRenitenztheater-Ensembles in Stuttgart
- 2019/2020: Wohin mit Stuttgart?
- 2021–2023: Bopser 9 – die unerträgliche Widerspenstigkeit des Seins
- ab 2024: Degerloch Dreams – Wer bleibt kommt besser weg

### Podcast Autor und Sprecher
- 2021–2022 Schlechte Menschen 19 Folgen als „Lemmy Tellja“[1]

## Lüder Wohlenberg

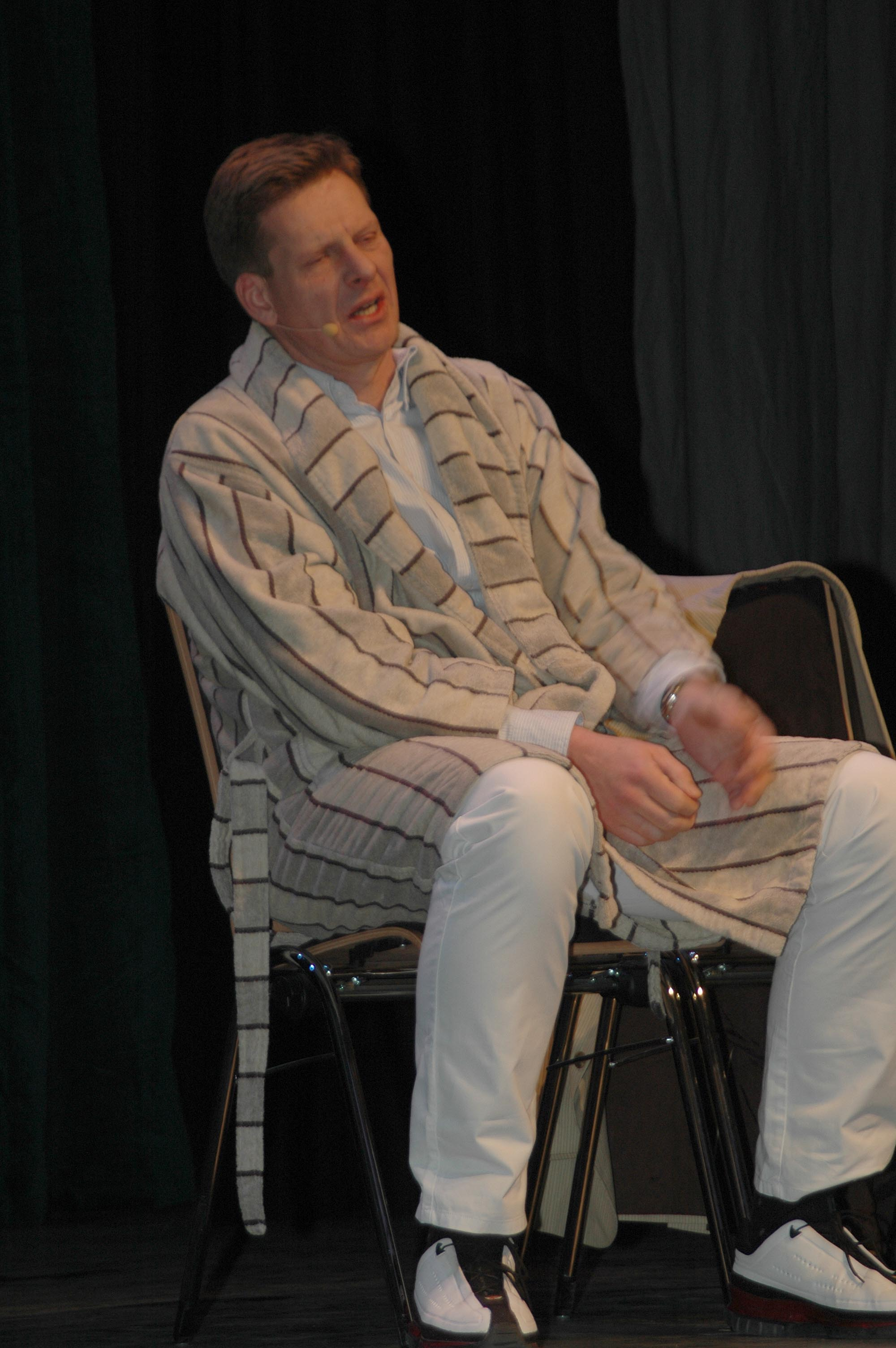
Lüder Wohlenberg (2009)

Lüder Wohlenberg (* 8. Februar 1962 in Hamburg) studierte zunächst bis 1991 Medizin in Köln. 2003 konnte er seine Ausbildung, die ihn nach Wesseling, Düren und Mönchengladbach führte, als Facharzt im Bereich Diagnostische Radiologie erfolgreich beenden. Gleichzeitig trat er als Autor und Darsteller diverser Programme beim Studentenkabarett Die Reizwölfe auf.
1995–1997 Schauspieltraining bei Gereon Nußbaum.
Bundesweite Auftritte erfolgten 1996 nach der Premiere des Programms Schon wieder eine Million im Duo apriori orange mit Sasa Hanten. Es folgten 1997 das Solotheater Und draussen das Grauen (Regie: Peter Fischer) und 1998 das Solokabarett-Programm Aufwärts ultra (Regie: Peter Fischer). Belohnt wurde die Arbeit durch die Nominierung zum Kabarettwettbewerb Paulaner Solo (München).
1999 war Wohlenberg wieder mit der Premiere des Programms Aliens im Sexrausch im Duo apriori orange mit Sasa Hanten zu sehen.
2007 Erstes medizinisches Solo „Zwei Meter Halbgott“
2009 Zweites medizinisches Solo „Spontanheilung“
2011 Erster Kabarettpreis als Solokünstler: „Emser Pastillchen für zwei Stimmbänder“ in Bad Ems.
2012–2014 Die Zweitexistenz „Herr Raderscheid“ berichtet einmal wöchentlich in einer Radio-Kolumne bei SWR4 Rheinland-Pfalz (immer mittwochs um neun vor neun) über die neuesten Trends in der medizinischen Grundversorgung.
2014 Erfolgreiche Premiere des 3. Soloprogramms „Wird schon wieder!“